# Полянський Віталій Володимирович
Віталій Володимирович Полянський (нар. 30 листопада 1988, Дніпропетровськ, тепер Дніпро, Україна) — український футболіст, захисник.

## Життєпис

### Ранні роки
В першості України (ДЮФЛ) виступав за дніпропетровські УФК, «Інтер» і «Обрій» з Нікополя. Всього на дитячо-юнацькому рівні провів 39 матчів і забив 3 голи, після чого грав в чемпіонаті Харківської області за фарм-клуб «Металіста». Професійну кар'єру розпочав у клубі «Сталь» з Дніпродзержинська, проте дебютувати в офіційних матчах йому не вдалося. 

### Клубна кар'єра
Другу половину сезону 2007/08 провів в мелітопольському «Олкомі». Потім грав за естонський клуб вищої ліги «Вапрус», де провів 17 матчів і забив 2 голи. Взимку 2009 року перейшов в луцьку «Волинь». У першій лізі чемпіонату України дебютував 6 квітня 2009 року в матчі проти «Геліоса». Усього в команді Віталія Кварцяного зіграв 9 матчів.
Влітку 2009 року перейшов в «Фенікс-Іллічівець». Однак затримався в кримській команді недовго, оскільки прийняв пропозицію від команди другого дивізіону Чорногорії: «Ібар» (Рожає). Після чого грав на аматорському рівні в Україні (за ФК «Форос»), а у 2011 році виступав за литовський «Мажейкяй», де провів 26 матчів у вищій лізі. У 2012 році грав за ялтинську «Жемчужину» в аматорському чемпіонаті України.
Пізніше знову виступав за клуби першої та другої ліги українського футболу: «Олімпік» (Донецьк) і «Славутич» (Черкаси), де в цілому провів 14 офіційних матчів. У 2013 та 2014 році знову грав в аматорській першості за ФК «Нікополь» і «ВПК-Агро» (Шевченківка).
Після чого знову поїхав за кордон і на цей раз залишився там вже надовго — виступав за клуби як першої, так і вищої ліги «Джюгас»  (Тельшяй), «Утеніс» (Утена) та РФШ (Рига). Всього в клубах країн Прибалтики провів більше 130 офіційних матчів з них більше 60 на найвищому рівні.
У березні 2019 року підписав контракт із запорізьким «Металургом», а вже в липні став гравцем чернівецької «Буковини». Однак перед цим знову виступав в аматорській команді (за ФК «Скорук»).